# Sé (Faro)
Pour les articles homonymes, voir Sé.
Sé est l'une des anciennes freguesia urbaines de la municipalité de Faro, qui avait une superficie de 61,28 km2 et 29 542 habitants (en 2011), soit une densité de population de 482,1 habitants/km².
Les autres freguesias de la municipalité de Faro, les Quelfes de la municipalité d'Olhão et São Brás de Alportel, sont issues de diverses fragmentations administratives de la vaste freguesia de Sé, connue sous le nom de Santa Maria de Faro jusqu'au XVIe siècle. Au XIIIe siècle, avec l'octroi d'une charte à Faro, la paroisse de Santa Maria commence à correspondre non seulement au centre urbain, mais aussi à l'ensemble de la municipalité.
Elle est supprimée en 2013, dans le cadre d'une réforme administrative nationale, pour former une nouvelle paroisse, avec celle de São Pedro, appelée União das Freguesias de Faro (Sé e São Pedro), dont elle est le siège. La paroisse de Santa Maria est également connue sous le nom d'União das Freguesias de Faro (Sé e São Pedro).
Comme son nom l'indique, elle abrite la cathédrale du diocèse de l'Algarve.

## Démographie
| Démographie de la freguesia de Faro (Sé) | Démographie de la freguesia de Faro (Sé) | Démographie de la freguesia de Faro (Sé) | Démographie de la freguesia de Faro (Sé) | Démographie de la freguesia de Faro (Sé) | Démographie de la freguesia de Faro (Sé) | Démographie de la freguesia de Faro (Sé) | Démographie de la freguesia de Faro (Sé) | Démographie de la freguesia de Faro (Sé) | Démographie de la freguesia de Faro (Sé) | Démographie de la freguesia de Faro (Sé) | Démographie de la freguesia de Faro (Sé) | Démographie de la freguesia de Faro (Sé) | Démographie de la freguesia de Faro (Sé) | Démographie de la freguesia de Faro (Sé) |
| ---------------------------------------- | ---------------------------------------- | ---------------------------------------- | ---------------------------------------- | ---------------------------------------- | ---------------------------------------- | ---------------------------------------- | ---------------------------------------- | ---------------------------------------- | ---------------------------------------- | ---------------------------------------- | ---------------------------------------- | ---------------------------------------- | ---------------------------------------- | ---------------------------------------- |
| 1864                                     | 1878                                     | 1890                                     | 1900                                     | 1911                                     | 1920                                     | 1930                                     | 1940                                     | 1950                                     | 1960                                     | 1970                                     | 1981                                     | 1991                                     | 2001                                     | 2011                                     |
| 4 258                                    | 4 167                                    | 4 875                                    | 5 489                                    | 6 128                                    | 6 688                                    | 8 941                                    | 10 708                                   | 11 957                                   | 14 396                                   | 13 658                                   | 21 827                                   | 25 287                                   | 28 546                                   | 29 542                                   |